# Valea Scheilor, Prahova
Valea Scheilor este un sat în comuna Călugăreni din județul Prahova, Muntenia, România.
La sfârșitul secolului al XIX-lea, făcea parte din comuna Tohani, plasa Tohani, județul Buzău, având 350 de locuitori și 134 de case. În 1950, comuna a fost arondată raionului Mizil din regiunea Buzău și apoi din regiunea Prahova. În 1968, județele s-au reînființat, satul trecând la comuna Călugăreni din județul Prahova.